# Dendrobium funiforme
Dendrobium funiforme är en orkidéart som beskrevs av Carl Ludwig von Blume. Dendrobium funiforme ingår i släktet Dendrobium, och familjen orkidéer. Inga underarter finns listade i Catalogue of Life.

## Bildgalleri

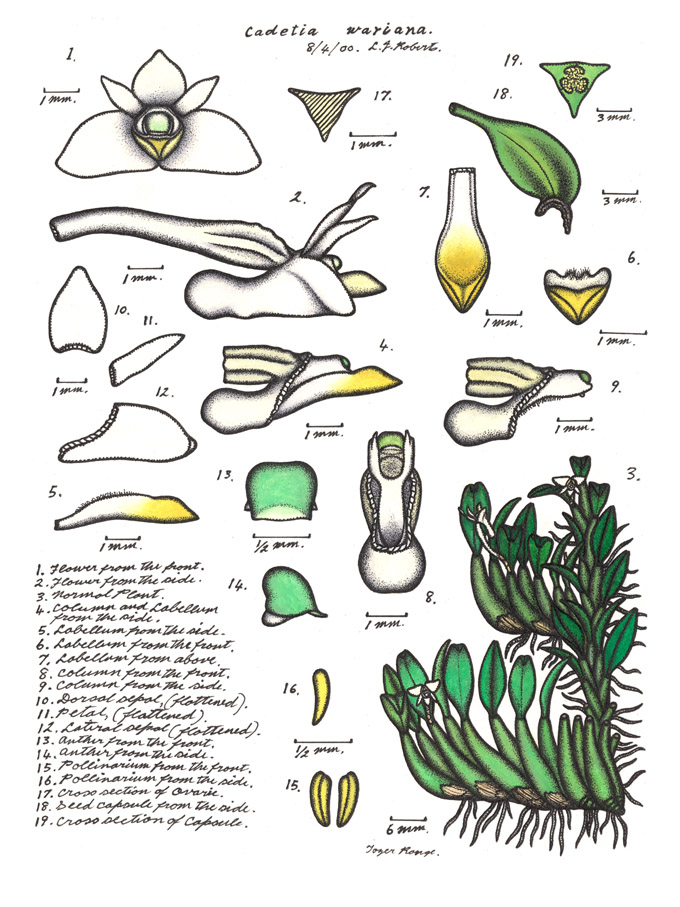